# Koalition für den Wandel
Die Koalition für den Wandel (georgisch კოალიცია ცვლილებისთვის Koalizia Zwilebistwis, KW) ist ein georgisches liberales Wahlbündnis, das zur Parlamentswahl 2024 antrat.
Die Wahlallianz wurde am 9. Juli 2024 angekündigt. Das Bündnis umfasst die von der Vereinten Nationalen Bewegung abgespaltene Neugründung Achali um den ehemaligen Parteivorsitzenden Nika Melia, sowie die libertäre Girchi – Mehr Freiheit (G–MT) und die liberale Partei Droa. G–MT und Droa kooperierten bereits seit 2023 im Rahmen eines Wahlbündnisses. Später traten die Republikanische Partei Georgiens sowie die Organisation Aktivisten für die Zukunft der Koalition für den Wandel bei. Formal handelt es sich bei der KW um eine eigenständige Partei, da Wahlbündnisse laut neuem georgischen Wahlrecht untersagt sind. Die Kleinpartei „Staat für das Volk“ überließ hierfür der KW ihre Registrierung, womit KW von der Sammlung von Unterschriften zum Wahlantritt befreit war und Anspruch auf feste Sendeplätze für Wahlwerbung im Fernsehen hat.
Die KW ist ideologisch als Mitte bis Mitte-rechts einzuordnen. Das Wahlbündnis setzt sich für einen schnellen EU-Beitritt Georgiens ein und bekennt sich zur freien Marktwirtschaft.
Als Spitzenkandidatin zur Parlamentswahl nominierte die KW Nana Malaschchia, die im März 2023 im Rahmen der Proteste gegen ein von der Regierung geplantes Gesetz zur Registrierung ausländischer Agenten als „Frau mit der EU-Flagge“ landesweite und internationale Bekanntheit erlangte.

## Mitgliedsparteien
| Logo | Parteiname                                                                                       | Abkürzung | Parteivorsitzender       | Ausrichtung                                        | Parlamentssitze (2024) |
| ---- | ------------------------------------------------------------------------------------------------ | --------- | ------------------------ | -------------------------------------------------- | ---------------------- |
|      | Die Neue ახალი Achali                                                                            | Achali    | Nika Melia Nika Gwaramia | Zentrismus Wirtschaftsliberalismus Pro-Europäismus | 10/150                 |
|      | Tannenzapfen – Mehr Freiheit გირჩი – მეტი თავისუფლება Girchi – Meti Tawisupleba                  | G–MT      | Surab Dschaparidse       | Libertarismus Pro-Europäismus                      | 3/150                  |
|      | Es ist Zeit! დროა! Droa!                                                                         | Droa      | Elene Choschtaria        | Liberalismus Progressivismus Pro-Europäismus       | 2/150                  |
|      | Republikanische Partei Georgiens საქართველოს რესპუბლიკური პარტია Sakartwelos Respublikuri Partia | SRP       | Chatuna Samnidse         | Liberalismus Pro-Europäismus                       | 1/150                  |